# Matica crnogorska
Matica crnogorska je crnogorska kulturna institucija.
Ona je državna organizacija koja promovira crnogorski identitet i crnogorski jezik.
Matica crnogorska je bila jedna od glavnih podržača crnogorske neovisnosti.
Osnovana je 1993. godine.
Sadašnji predsjednik joj je Dragan Radulović.
Matica crnogorska izdaje časopis Matica.

## Vanjske poveznice
- Službene stranice Matice crnogorske